# Chrysosoma triumphator
Chrysosoma triumphator är en tvåvingeart som beskrevs av Octave Parent 1933. Chrysosoma triumphator ingår i släktet Chrysosoma och familjen styltflugor.
Artens utbredningsområde är Kongo. Inga underarter finns listade i Catalogue of Life.